# Plounévézel

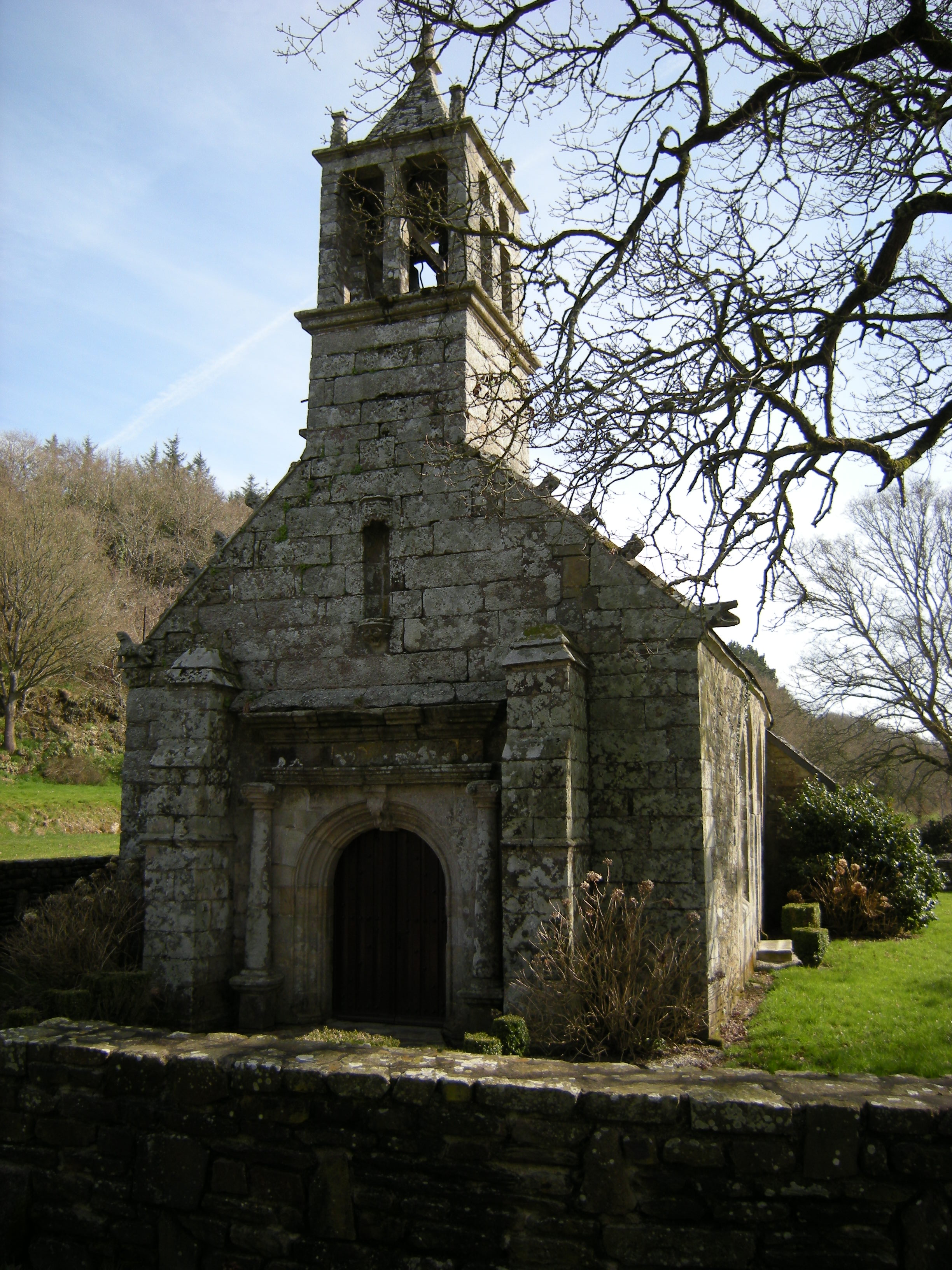
La Cappella di Santa Caterina

Plounévézel è un comune francese di 1 178 abitanti situato nel dipartimento del Finistère nella regione della Bretagna.

## Società

### Evoluzione demografica
Abitanti censiti